# Ellinitsa
Ellinitsa  este un oraș în Grecia în Prefectura Arcadia.